# 圖書館貓

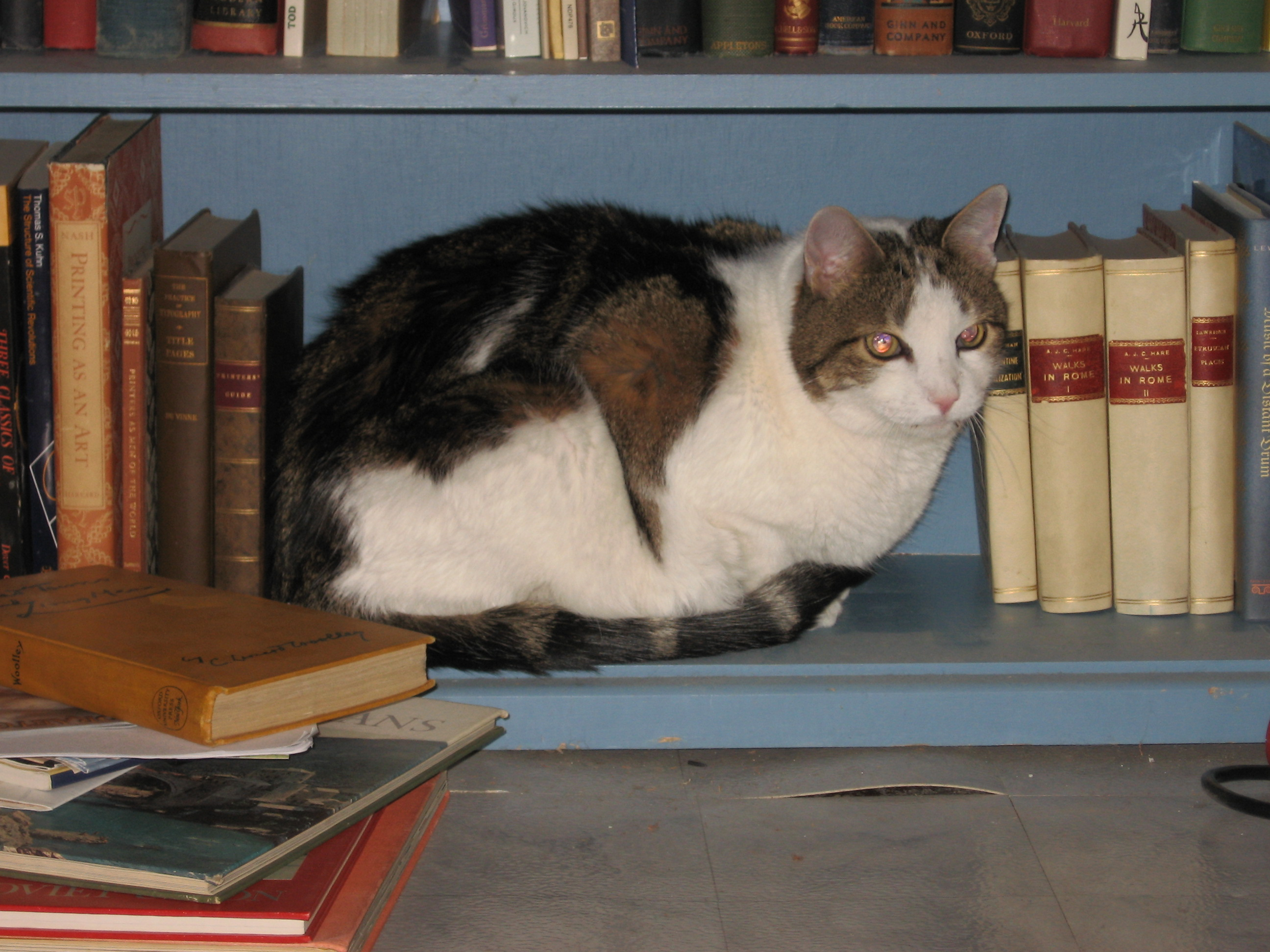
一隻跟書在一起的貓咪。

圖書館貓（英語：Library cat）是指生活在全世界公共圖書館裡的貓。貓與圖書館的關係可以追溯到古代，古埃及神廟的圖書館為了控制囓齒動物而飼養貓。

## 歷史

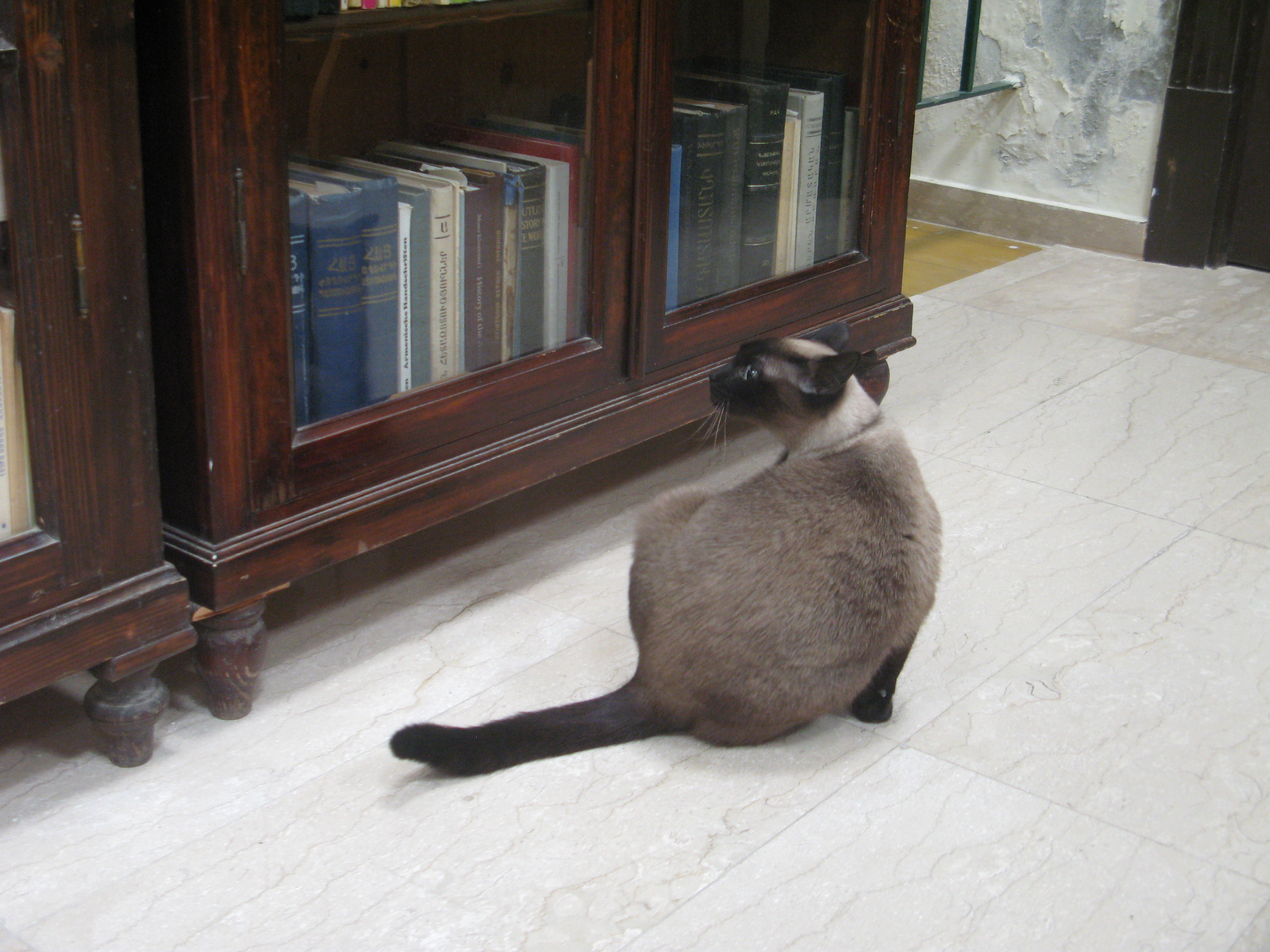
耶路撒冷一間圖書館裡的貓咪。

貓和圖書館之間的關係已有數個世紀的歷史。希羅多德描述了古埃及神廟中的圖書館飼養貓科動物，以防止囓齒動物和蛇破壞莎草卷。中世紀的修道院也會養貓，用於防止老鼠吃掉手稿。十九世紀期間，英國政府對飼養貓的圖書館提供了補助，因為貓能捕捉囓齒動物，保護書本。
在現代，圖書館貓已成為出現在書和電影中的角色，且在公共關係與營銷上有著重要地位。但有時圖書館貓也會引起爭議，例如曾經有對貓過敏的顧客試圖要驅逐麻薩諸塞州斯溫西公共圖書館裡的貓，並聲稱圖書館的作法違反美國殘疾人法案，最後案子以雙方和解告終。
除了圖書館之外，美國的一些獨立書店也會養貓。

## 益處
除了為防止老鼠外，圖書館貓常作為圖書館的吉祥物，用於與老主顧互動、提高圖書館員工的士氣，並能促進閱讀風氣。貓的存在通常可製造一個輕鬆的環境，以舒緩顧客和圖書館員工日常生活的壓力。圖書館貓也常被用於營銷圖書館的名氣，特別是在社交媒體上宣傳。

## 名貓
杜威·樂讀·布克斯也許是最著名的圖書館貓，牠住在美國愛荷華州的史班賽公共圖書館已有十九年，知名於全世界。在杜威去世後，曾任史班賽公共圖書館館長的薇琪·麥蓉出版了牠的傳記及一些相關書籍。

## 延伸閱讀
- 薇琪·麥蓉＆布雷·威特著 余國芳譯. . 臺北: 皇冠文化. 2009年8月. ISBN 978-957-33-2563-5.
- Pacini, Daniela (Summer 2009). "Breaking Down Barriers: Dogs and Cats in Public Libraries" （页面存档备份，存于）. Faculty of Information Quarterly (多倫多大學) 1 (3). ISSN 1925-9107.
- Stevens, Norman D. (2004). "Myeo: the First Library Cat" (satirical). Molesworth Institute. (康乃狄克大學). Paper 48.

## 外部連結
- Gary Roma – Puss in Books: Adventures of the Library Cat（英文）
- 圖書館貓 （页面存档备份，存于）在Pinterest（英文）